# Сабля Ормон-хана
Сабля Ормон-хана (кирг. Ормон хандын кылычы) — клинковое холодное оружие, чьим владельцем был Ормон-хан. Сабля была изготовлена Шарифом в 1842 году, по случаю курултая кыргызской знати . Сабля имеет историческую и культурную ценность.

## История создания

### Накануне курултая кыргызской знати
В 1840 году началась война между Бухарским эмиратом и Кокандским ханством. В 1842 году бухарскому эмиру на короткое время удалось захватить столицу ханства — город Коканд и занять Фергану.
Коканд, превращенный в провинцию Бухарского эмирата, пришёл в упадок. Этими событиями воспользовались подвластные Коканду кыргызские племена кочевавшие у Иссык-Куля. Они объявили о своей независимости и «выгнали кокандцев из небольших укреплений, устроенных на речках Караколе, Барскауне и Конур-Олёне».

### Курултай кыргызской знати
В это же время северокыргызские племена, давно желавшие создать единое кыргызское централизованное государство, собрали курултай кыргызской знати в Кутмалды на Иссык-Куле и избрали представителя племени сарыбагыш Ормона ханом.
А. И. Терюков предполагает, что сабля была изготовлена по случаю курултая и поднесена ему как к предводителю. Он добавляет, что сабли не редко дарили воинам как символ власти и доблести. Такое оружие являлось являлось важным символом статуса владельца и подчеркивало его заслуги, социальный статус и ранг.

## Описание
Сабля имеет слегка изогнутый, плоский, однолезвийный стальной клинок. Рукоять была сделана из двух деревянных дощечек, которые крепились к рукояти сабли металлом. Головка рукояти покрыта металлом, имеет форму колпачка и загнута в сторону лезвия. Рукоять разделена крест-накрест длинной металлической гардой, предназначенной для защиты руки от лезвия вражеской сабли.
А. И. Терюков пишет, что такие шамширы были основным типом холодного клинкового оружия индо-иранского региона, из-за своей универсальности, способности наносить быстрые точные удары во время боя. Такие сабли могли использоваться в ритуальных целях.

### Арабские надписи
С. А. Французов пишет, что на одной стороне клинка выбит картуш с тюльпановым узором с двух сторон, а внутри картуша — надпись на арабском языке. Также ещё одна надпись высечена в перекрестье рукояти.
Надпись в картуше
Арабская надпись:

صاحب / اورمان / بن نيازبيك / مناپ / عمل / شريف / ١٢٥٨ / سنه/

Перевод на русский язык:

Владыка Ормон, сын Ниязбека, Манапа. Работа Шарифа 1258 год
Надпись на гарде
Арабская надпись:

أستغفر الله

Транслитерация:

Astaghfirullāh

Перевод на русский:

Я прошу прощения у Аллаха

### Размеры
Общая длина составляет 900 мм., длина клинка составляет 760 мм., ширина клинка у основания составляет 30 мм., ширина клинка у основания изгиба составляет 25 мм., толщина клинка у гарды составляет 5 мм.

### Материалы и техника
Сталь, ковка, насечка.

### Комментарии
1. ↑  что является традиционной формой снискания милости Божьей, как пишут С. А. Французов[13] и А. И. Терюков[12].